# Rabina I.
Rabina I. (auch: Rawina I.) war ein babylonischer Amoräer der 6. Generation und lebte und wirkte im 4. und 5. nachchristlichen Jahrhundert.
Er war Schüler des berühmten Schulhaupts von Mahuza, Raba, mit dessen Sohn Acha (b. Raba) er später vielfach disputierte.
Rabina war der bedeutendste Mitarbeiter, nach anderen Kollege, nach anderen Lehrer Aschis, des Schulhaupts in Mata Machseja (Vorort von Sura), bei der Redaktion des babylonischen Talmuds.
Rabina war befreundet mit Rab Nachman bar Isaak und muss ein sehr hohes Alter erreicht haben. Er starb etwa fünf Jahre vor Aschi (421?).
Rabina II. (bar Huna) war Rabinas I. Neffe.